# Сер ле Нороа
Сер ле Нороа (фр. Cerre-lès-Noroy) насеље је и општина у источној Француској у региону Франш-Конте, у департману Горња Саона која припада префектури Везул.
По подацима из 2011. године у општини је живело 220 становника, а густина насељености је износила 0,22 становника/km². Општина се простире на површини од 9,96 km². Налази се на средњој надморској висини од 397 метара (максималној 438 m, а минималној 285 m).

## Демографија
| 1962. | 1968. | 1975. | 1982. | 1990. | 1999. | 2011. |
| ----- | ----- | ----- | ----- | ----- | ----- | ----- |
| 139   | 158   | 176   | 161   | 177   | 169   | 220   |

График промене броја становника у току последњих година